# Tsuki-shima
Tsuki-shima (月島, Tsukishima) est une île située à Chūō, Tokyo, Japon, dans l'estuaire du fleuve Sumida-gawa. Cette île a été créée artificiellement en utilisant de la terre provenant des chantiers de construction de canaux pour bateaux de la baie de Tokyo.

## Étymologie
Le nom Tsukishima écrit 月島 signifie littéralement « île de la lune » mais son homonyme écrit avec les caractères 築島 signifie « île construite ».

## Histoire
La construction de cette île s'est achevée en 1892. À cette époque, l'île a été allouée aux activités de métallurgie par le programme national Fukoku kyōhei. La deuxième zone de terre-pleins formant l'île a été achevée deux ans plus tard en 1894.

## Activités
L'île est réputée pour son grand nombre de restaurants servant la spécialité locale, le monjayaki. 

## Transport
La station de métro Tsukishima est desservie par les lignes de métro Yūrakuchō et Ōedo.